# Antonio Conte (escrime)
Pour les articles homonymes, voir Antonio Conte et Conte (homonymie).
Antonio Conte (né le 11 décembre 1867 à Minturno, mort dans la même ville le 4 février 1953) est un escrimeur italien pratiquant le sabre.

## Carrière

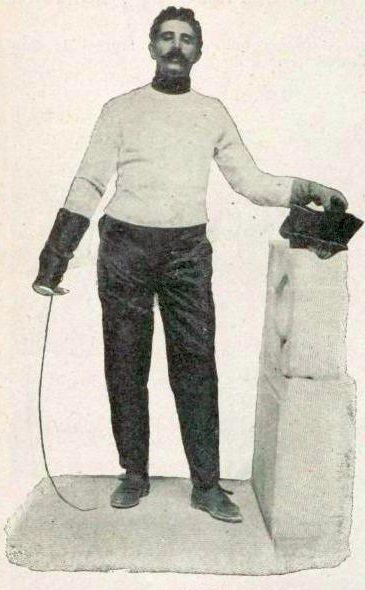
Antonio Conte, vainqueur du tournoi de sabre maitres d'armes aux JO de Paris 1900.

Il a été champion olympique lors des Jeux olympiques d'été de 1900 dans la catégorie des maîtres d'armes.